# Bahadurgarh
Bahadurgarh (Hindi बहादुरगढ़) ist eine Stadt im nordwestindischen Bundesstaat Haryana.
Die Stadt liegt im Großraum Delhi 30 km westlich vom Stadtzentrum der Bundeshauptstadt Neu-Delhi entfernt. Bahadurgarh befindet sich im Distrikt Jhajjar. Die Stadt hatte beim Zensus 2011 170.767 Einwohner.
In Bahadurgarh sind 97 % der Bevölkerung Hindus. Die Stadt ist eine selbstverwaltete Kommune vom Typ eines Municipal Council. Sie ist in 32 Wards gegliedert.
Die nationale Fernstraße NH 10 (Delhi–Rohtak) verläuft durch Bahadurgarh. Die Bahnstrecke Delhi–Rohtak führt ebenfalls durch die Stadt.